# Hemberg (Höhenzug)
Der Hemberg ist ein bis 470,6 m ü. NHN hoher Höhenzug der Gilserberger Höhen im Nordteil der Oberhessischen Schwelle im nordhessischen Schwalm-Eder-Kreis.

## Geographie

### Lage
Der Hemberg breitet sich im Südteil des Naturparks Kellerwald-Edersee im Gebiet der Gemeinden Jesberg (Nordosten) und Gilserberg (Südwesten) rund um die Bergkuppen Hundskopf (470,6 m) und „Hemberg“ (360,4 m) aus. Er wird begrenzt durch die Täler der Gilsa im Westen und Norden sowie deren Zufluss Treisbach im Südosten und Osten. Nördlich des bewaldeten Höhenzugs liegt Densberg (zu Jesberg), an seinem Nordostende Jesberg, östlich das Hofgut Richerode (zu Jesberg), südlich Sebbeterode und südwestlich Schönau (beide zu Gilserberg).
Südöstlich führt durch das Treisbachtal der von Jesberg durch Sebbeterode und Richerode nach Gilserberg verlaufende Abschnitt der Bundesstraße 3. Jenseits des Gilsatals befindet sich der „Hohe Kellerwald“, zu dem unter anderem die Berge Jeust (ca. 585 m) im Westen und Wüstegarten (675,3 m) im Norden gehören.

### Naturräumliche Zuordnung
Der Höhenzug Hemberg gehört in der naturräumlichen Haupteinheitengruppe Westhessisches Bergland (Nr. 34) und in der Haupteinheit Oberhessische Schwelle (346) zur Untereinheit Gilserberger Höhen (346.0), welche den Kellerwald in Nord-Süd-Richtung mit dem Vogelsberg verbindet. Die Landschaft fällt nach Norden in die Untereinheit Löwensteiner Grund (341.7) ab; nach Westen leitet sie in den Naturraum Jeust und Keller (344.00) über, der in der Haupteinheit Kellerwald (344) zur Untereinheit Hoher Kellerwald (344.0) zählt.
Geologisch liegt der Hemberg im Strukturraum Südliche Kellerwaldstruktur und ist insofern Teil des Kellerwalds. Ihn trennt allerdings eine deutliche Höhenstufe vom südlichen Kellerwald mit Jeust und Wüstegarten.

### Berge und Erhebungen
Im Nordteil des Höhenzugs Hemberg befindet sich der „Schmitteberg“ (ca. 380 m), im Nordostteil der „Hemberg“ (360,4 m), östlich davon steht das „Forsthaus Hemberg“, und im äußersten Nordosten liegt der „Dörner Berg“ (327 m). Etwa im Zentrum des Höhenzugs erhebt sich der Hundskopf, der mit 470,6 m sein höchster Berg ist; nördlich davon liegt die „Helenenquelle“. In seinem Westteil nahe Schönau befindet sich oberhalb des Gilsatals bzw. südlich von Schönstein (zu Gilserberg) der Schloßberg (419 m) mit der Burgruine Schönstein.

## Verkehr und Wandern
Östlich bis südöstlich vorbei am Hemberg führt durch Richerode und Sebbeterode die den gesamten Höhenzug passierende Bundesstraße 3. Von dieser Straße zweigt in Jesberg die Kreisstraße 59 ab, die durch Densberg nach Schönstein verläuft. Von dort führt die K 3425 durch Schönau zu einer nahe Sebbeterode liegenden Kreuzung mit der B 3. Über den Höhenzug führen zahlreiche Forst- und Wanderwege, darunter auch ein rund 6 km langer Abschnitt des Kellerwaldsteigs, der zwischen Densberg und Schönau die auf dem Nordhang des Hundskopf liegende Helenenquelle passiert und zwischen Schönau und Schönstein direkt an der Burgruine Schönstein vorbeiführt.

## Bergbau
Dass im Höhenzug Hemberg früher Bergbau betrieben wurde, ist noch am nahe Densberg gelegenen „Silberstollen“ zu erkennen.